# Day Eleven: Love
Day Eleven: Love – czwarty singel projektu Ayreon, wydany w 2004 roku. Utwór pochodzi z albumu koncepcyjnego The Human Equation i opowiada o pierwszym spotkaniu i tańcu z przyszłą żoną głównego bohatera tegoż albumu.

## Lista utworów
1. „Day Eleven: Love” [Radio Edit] – (3:37)
2. „Day Two: Isolation” – (8:42)
3. „No Quarter” (cover Led Zeppelin) – (3:38)
4. „Space Oddity” (cover Davida Bowiego) – (4:56)

Cover utworu „Space Oddity” po raz pierwszy pojawił się na specjalnej edycji albumu innego projektu Arjena Star One – Space Metal.

## Twórcy
- Arjen Lucassen – gitara, gitara basowa, syntezator, keyboard
- Eric Clayton (Saviour Machine) – śpiew
- James LaBrie (Dream Theater) – śpiew
- Marcela Bovio (Stream of Passion, Elfonía) – śpiew
- Mikael Akerfeldt (Opeth) – śpiew
- Devon Graves (Deadsoul Tribe) – śpiew
- Heather Findlay (Mostly Autumn) – śpiew
- Irene Jansen – śpiew
- Magnus Ekwall (The Quill, Monument Seven) – śpiew
- Ed Warby (Gorefest) – perkusja